# جائزة فرنسا الكبرى 1951
جائزة فرنسا الكبرى 1951 هو سباق فورمولا 1 أقيم بتاريخ 1 يوليو 1951 في رانس. كان الرابع من أصل 8 في بطولة العالم لسباقات الفورمولا واحد موسم 1951. حلّ الإيطالي لويجي فاجيولي أولا.